# 马普萨
马普萨（Mapusa），是印度果阿邦北果阿县的一个城镇。总人口40122（2001年）。

## 人口
该地2001年总人口40122人，其中男性20843人，女性19279人；0—6岁人口4573人，其中男2481人，女2092人；识字率76.31%，其中男性为79.53%，女性为72.84%。